# Gare de Hull
La gare de Hull à Gatineau au Québec est le point de départ du train à vapeur Hull-Chelsea-Wakefield. Elle est située au 165, rue Deveault. On y retrouve la billetterie et le hangar d'entretien pour la locomotive.
Le train est arrêté depuis 2011 du fait de glissements de terrain.

## Histoire
En juin 2011, des glissements de terrain provoquent l'arrêt des circulations du train et la fermeture de la gare.

## Service des voyageurs
Gare fermée.